# Un amour de jeunesse
Pour plus de détails, voir Fiche technique et Distribution.
Un amour de jeunesse est un film franco-allemand réalisé par Mia Hansen-Løve sorti en France le 6 juillet 2011. Il est sélectionné en compétition au Festival de Locarno 2011.

## Synopsis
Deux adolescents, Camille et Sullivan, tombent amoureux à la fin des années 1990. La relation semble asymétrique entre une très jeune fille découvrant la vie d'adulte et un jeune homme, libre et autonome, qui ne sacrifie rien de ses envies et amitiés à sa relation à l'autre. Sullivan décide de partir près d'une année, sans Camille, en Amérique du Sud au grand désespoir de celle-ci. Leur chemin de vie s'éloigne progressivement. Après une tentative de suicide, Camille débute sa vie d'étudiante en architecture. Plusieurs années plus tard, elle partage la vie de son professeur d'architecture, bien plus âgé qu'elle, qui occupe une place de mentor. Mais huit ans après son départ, Sullivan réapparaît, laissant Camille bouleversée par le lien profond qui l'unit à son amour de jeunesse.

## Fiche technique
- Réalisation : Mia Hansen-Løve
- Scénario : Mia Hansen-Løve
- Photographie : Stéphane Fontaine
- Montage : Marion Monnier

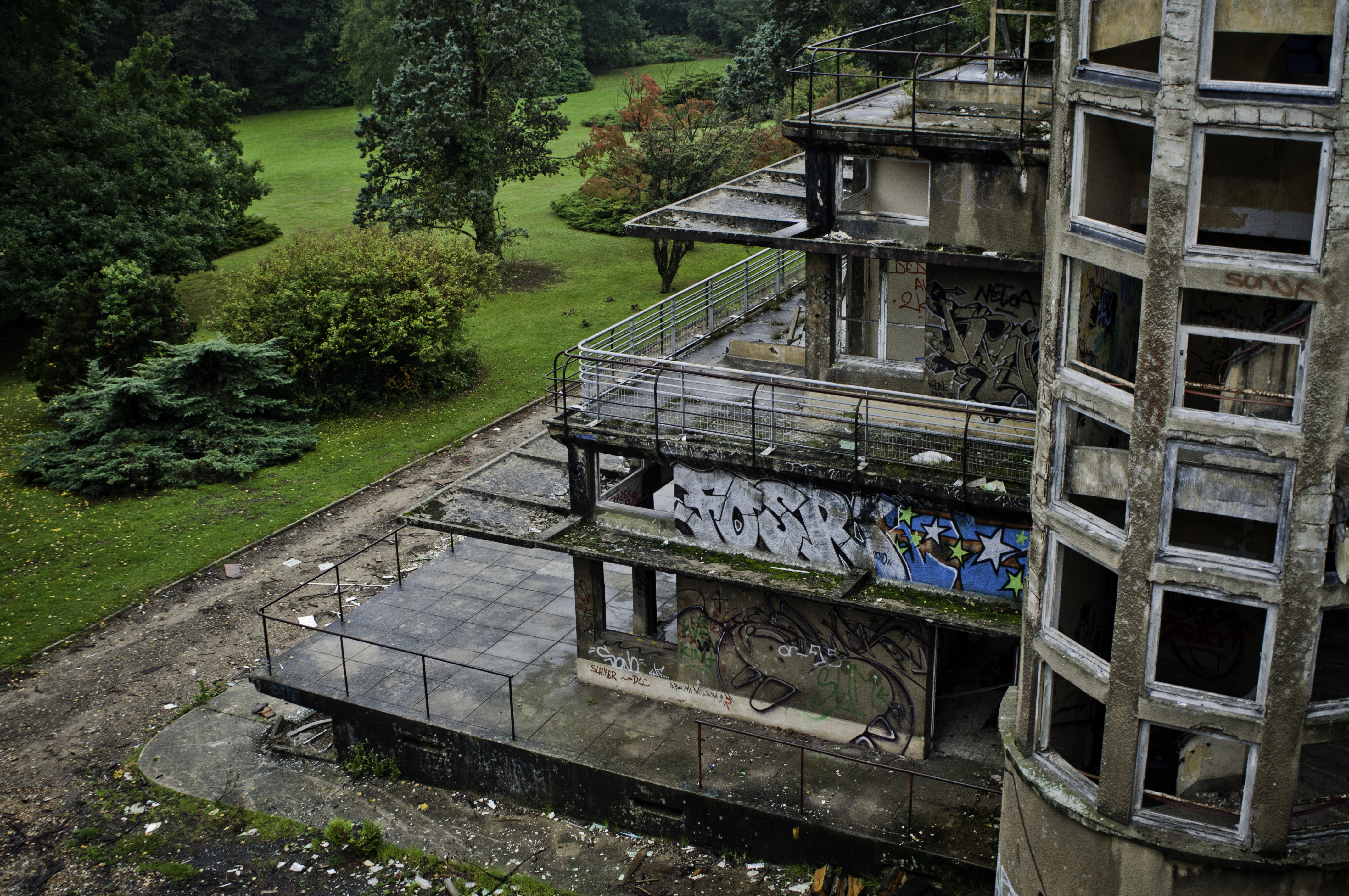
Sanatorium d'Aincourt où ont été tournées quelques scènes du film.

- Décors : Mathieu Menut, Charlotte de Cadeville
- Costumes : Bethsabée Dreyfus
- Son : Vincent Vatoux, Olivier Goinard
- Production :
  - Producteur délégué : David Thion, Philippe Martin
  - Production déléguée : Les Films Pelléas
  - Coproduction : Razor Film Production, Arte France Cinéma, Jouror Productions, Rhône-Alpes Cinéma
  - Directrice de production : Hélène Bastide
- Société de distribution : Les Films du losange
- Ventes internationales : Films Distribution
- Budget : environ 4 M€[1]
- Pays d'origine :  France et  Allemagne
- Langue : français, allemand, danois, anglais
- Format : couleur - 1,85:1 - 35 mm - Son Dolby SRD
- Genre : drame, romance
- Durée : 110 minutes
- Dates de sortie : 
  - France : 6 juillet 2011
  - Suisse  : août 2011 lors du Festival de Locarno 2011 (en compétition)

## Distribution
- Lola Créton : Camille
- Sebastian Urzendowsky : Sullivan
- Magne-Håvard Brekke : Lorenz
- Valérie Bonneton : La mère de Camille
- Serge Renko : Le père de Camille
- Özay Fecht : La mère de Sullivan

## Bande originale
La bande sonore du film intègre des extraits de :
- Volver a los 17 - Violeta Parra
- Gracias a la vida - Violeta Parra
- Little Ticks of Time - Matt McGinn
- Music for a Found Harmonium - Patrick Street
- Wasps in the Woodpile - Andrew Cronshaw
- Frank Sinatra - Miss Kittin & The Hacker
- Now That Love Has Gone - We in Music
- The Water - Johnny Flynn et Laura Marling

## Distinction
- Sélectionné en compétition au Festival de Locarno 2011